# Коукал новогвінейський
Коука́л новогвінейський (Centropus bernsteini) — вид зозулеподібних птахів родини зозулевих (Cuculidae). Мешкає на Новій Гвінеї. Вид названий на честь німецького зоолога Генріха Бернштайна.

## Опис
Довжина птаха становить 46-52 см, вага 130-160 г. Довжина крила становить 16,4-20 см, довжина хвоста 22-27,7 см, довжина дзьоба 27-35 мм, довжина цівки 38-44 мм, довжина кігтя на задньому пальці 21-26 мм. Забарвлення повністю чорне, верхня частина тіла має зеленуватий відблиск. Райдужки темно-карі. У молодих птахів верхня частина тіла поцятковані коричневими або рудувато-коричневими смугами, на крилах і хвості вузькі охристі або світло-рудувато-коричневі смужки. Стернові пера вузькі. Горло білувате, шия і груди з боків темно-бордові. Середина живота сіра, поцятковані чорними смужками, решта нижньої частини тіла чорнувато-бра, поцяткована вузькими світлими смужками.

## Поширення і екологія
Новогвінейські коукали мешкають в західній і центральній частині Нової Гвінеї та на острові Манам-Моту. Вони живуть на високотравних луках, в чагарникових і очеретяних заростях на берегах річок і озер, на висоті від 500 до 900 м над рівнем моря. Живляться комахами та іншими безхребетними, а також дрібними плазунами.